# Wolf Lake, Alberta
Wolf Lake är en sjö i Kanada.   Den ligger i provinsen Alberta, i den centrala delen av landet, 2 700 km väster om huvudstaden Ottawa. Wolf Lake ligger 594 meter över havet. Arean är 38 kvadratkilometer. Den sträcker sig 6,7 kilometer i nord-sydlig riktning, och 11,8 kilometer i öst-västlig riktning.
Trakten runt Wolf Lake är nära nog obefolkad, med mindre än två invånare per kvadratkilometer.